# Garde des plaisirs
Le Garde des plaisirs ou garde des plaisirs du roi est, en France, dans la société d'Ancien Régime, un garde-chasse du domaine royal. Dans le cadre des capitaineries, juridictions destinées à traiter des faits de chasse, qui sont mises en place à partir de la fin du Moyen Âge, essentiellement dans la région parisienne, les gardes des plaisirs sont chargés de la surveillance des chasses dans les domaines royaux ; ils exercent souvent en même temps comme gardes des Eaux et Forêts. Cette fonction a été particulièrement importante au XVIIe siècle et au XVIIIe siècle.
Le garde des « grands plaisirs du Roy », que l'on appelait ordinairement « les plaisirs », était lui chargé des chasses royales.
Il y avait également le garde des « menus plaisirs du Roy » qui était l'administrateur chargé des fêtes, bals, spectacles de la Cour, mais aussi baptêmes, mariages, sépultures, anniversaires royaux.